# Louis François Joseph Alhoy
Louis François Joseph Alhoy (1756-1826) est un pédagogue, administrateur et poète du XIXe siècle. Né à Aire-sur-la-Lys le 7 novembre 1756 et mort à Paris le 3 juin 1826, il gagne la capitale après sa formation et se distingue par différentes actions menées en faveur de l'enseignement dispensé dans l'Institut national de jeunes sourds de Paris, qu'il dirige pendant trois ans de 1797 à 1799. Louis Alhoy a également rédigé quelques écrits, dont deux œuvres poétiques.

## Biographie
Louis François Joseph Alhoy nait à Aire-sur-la-Lys (Louis Gabriel Michaud le dit natif d'Angers, information reprise par d'autres sources, mais erronée), le 7 novembre 1756. Il est le fils de Laurent Louis Alhoy, maître pharmacien, et de Marie Madeleine Ledez.
Il effectue sa formation dans la congrégation de l'Oratoire mais n'entre pas dans les ordres.
En tant qu'économe de l'Institut des sourds-muets de Paris en 1792, il doit se justifier devant le comité de salut public du département : il est accusé de faire passer des vins et des effets à l'archevêque de Paris et de lui servir d'intermédiaire. Il se justifie assez facilement de ces suspicions.
En 1800, Louis Alhoy est, lors de sa création, un des cinq membres de la commission administrative des hospices de Paris, et le demeure jusqu'en 1815. À ce titre, il supervise quelques établissements, tant hôpitaux qu'hospices d'indigents. La fonction lui inspire un poème Les Hospices de Paris, censé être en quatre chants, dont un seul publié en 1804. En 1826, il va créer un ouvrage qui reprend le thème, en le remaniant.
En 1801, il est auditeur de Jean-Baptiste de Lamarck, au Muséum national d'Histoire naturelle.
Peut-être inspiré par le métier de son père, il est un des propagateurs de la vaccination et tente à ce sujet une expérience osée pour l'époque : il place des enfants vaccinés dans le lit d'enfants contaminés en leur mettant les mêmes vêtements pour prouver l'efficacité de la pratique, ainsi que pour contrôler les résultats. La tentative se termine heureusement, tant pour lui que pour les enfants concernés. De cette expérience d'administrateur, il rapporte encore dans son ouvrage de 1826, l'essai mené par un médecin de soigner un malade atteint de la rage en l'immergeant trois fois dans la Seine.
En 1824, au sortir de son dernier poste d'enseignant, il revient à Paris où il va vivre à la charge de sa fille aînée Rosa Henriette Alhoy, fille de Louis et de Marie Metoyen, fille de Jean-Baptiste Metoyen, musicien de la chapelle royale.
Louis François Joseph Alhoy, atteint de problèmes cardiaques, meurt à Paris en 1826, à l'âge de 70 ans.

## Pédagogue
Louis Alhoy exerce en tant que professeur, il enseigne les humanités dans différents collèges. 
Le 28 avril 1792, il est nommé professeur adjoint ou instituteur adjoint et économe dans l'Institut des sourds muets de Paris, lequel accueille également les aveugles de naissance. En 1794, le comité d'instruction publique de la Convention nationale fait de Louis Alhoy un des huit commis au « bureau de la bibliographie ».
En 1797, il succède à l'abbé Sicard (Roch-Ambroise Cucurron Sicard), proscrit le 18 fructidor an V (4 septembre 1797), en tant que directeur de la maison, et à ce titre «honorablement connu,...a droit au respect et à la reconnaissance des hommes.» Il exerce cette fonction trois ans, l'abbé Sicard retrouvant son poste après le 18 brumaire.
En tant que directeur, il mène à bien un projet de l'abbé Sicard : séparer les garçons et les filles dans des bâtiments différents. Et, dans cette fonction, il adresse encore une pétition au Conseil des Cinq-Cents « tendant à faire adopter un moyen simple et facile pour assurer l'existence de cette école, et pour en conserver et créer d'autres.» Il préconise de financer ces établissements au moyen d'une somme modique versée par les deux témoins exigés par la loi pour constater l'état-civil, lors de toute déclaration de naissance. Le représentant Ménard-Lagroye établit un rapport au nom de la commission spéciale désignée pour étudier la pétition (Ménard-Lagroye, Pierre Daunou, Jacques Antoine Creuzé-Latouche). Le rapport est favorable à la proposition de Louis Alhoy et propose un projet de résolution allant dans ce sens. Il est présenté au Conseil dans la séance du 13 vendémiaire an VIII (5 octobre 1799). Un mois plus tard, le Conseil était dissous à la suite du coup d'État du 18 Brumaire exécuté par Napoléon Bonaparte, et la pétition n'a pas reçu de suite.
Louis Alhoy a le projet d'ouvrir un collège vers 1810-1812. La commune de Saint-Germain-en-Laye le soutient financièrement, le préfet de Seine-et-Oise donne son accord et un décret impérial du 17 septembre 1812 officialise la fondation, dont l'organisation est fixée par le Grand-Maître de l'Université de France. Louis Alhoy y exerce en tant que directeur ou principal du collège communal de Saint-Germain-en Laye,. Sans résultats très probants après deux ans, il doit renoncer et le collège est supprimé en 1814 à la première Restauration.
Sans emploi, il effectue des démarches auprès des directeurs du collège de Vendôme, géré par les Oratoriens, pour y être intégré. Il y enseigne les belles lettres jusqu'en 1824, mais doit finalement démissionner car il a refusé de réaliser les exercices religieux auxquels on voulait le soumettre,.

## Œuvres
- Pétition adressée au Conseil des Cinq-Cents visant à assurer l'existence de l'école des sourds-muets et à en créer d'autres[4], publiée en 1800[5].
- De l'éducation des sourds-muets de naissance, considérée dans ses rapports avec l'idéologie et la grammaire, brochure issue du discours prononcé à la rentrée de l'Institut des sourds-muets le 15 brumaire an VIII (6 novembre 1799), publié en 1800[2].
- Les Hospices, poème, Paris, 1804, analysé dans Le Moniteur du 22 fructidor an XII (9 septembre 1804)[2]. Le texte et son auteur sont évoqués dans une histoire de la poésie française[13].
- Promenades poétiques dans les hospices et hôpitaux de Paris, Paris, 1826. Le livre est disponible en ligne[14]. La parution débute en 1825 par la mise à disposition du public de l'introduction, en annonçant la parution prochaine de l'ouvrage[15]. Il s'agit d'un ouvrage plus important que ce qu'il a publié jusque-là, une sorte de méditation poétique reprenant le projet de poème déjà évoqué Les hospices de Paris, dont seul le début a paru. Le document est dédié au comte de Chaptal, (Jean-Antoine Chaptal), Pair de France, ancien ministre de l'Intérieur, membre de l'Académie des sciences et membre du conseil d'administration des Hospices de Paris[5]. Louis Alhoy avait l'ambitieux projet d'« intéresser l'humanité bienfaisante en l'instruisant de l'emploi sacré de ses dons, consoler l'humanité souffrante par le tableau des secours qui l'attendent et présenter un modèle à tous les établissements de même nature»[5]. La huitième promenade est consacrée aux sourds-muets[16]. Les critiques estiment sa versification correcte mais marquée d'un certain sentimentalisme[4], ou on lui reconnait un certain talent tout en lui reprochant certaines images utilisées[17].

## Portrait
Une lithographie représentant Louis Alhoy figure sur le site Textes rares